# August Thyssen
August Thyssen  (17 de mayo de 1842 - 4 de abril de 1926) fue un industrial alemán, miembro destacado de la familia fundadora de la compañía metalúrgica Thyssen, que desde 1999 pasó a formar parte del grupo ThyssenKrupp. 

## Semblanza
August nació en 1842 en Eschweiler, una pequeña localidad renana próxima a las fronteras con Bélgica y los Países Bajos. Su padre era Friedrich Thyssen, propietario de un negocio de banca local. Después de completar sus estudios en el Politécnico de Karlsruhe y en una escuela comercial en Amberes, se incorporó al banco de su padre, al igual que su hermano Joseph.
En 1867 Thyssen y varios miembros de su familia fundaron la fundición "Thyssen-Foussol & Co" en Duisburgo. Cuando esta empresa se disolvió en 1870, utilizó el nuevo capital para fundar con su padre la "Walzwerk Thyssen & Co", que se convertiría en la base de un imperio metalúrgico con sede en la industrializada Mülheim an der Ruhr, donde los altos precios del hierro y del acero contribuyeron a incrementar su fortuna. Inicialmente, administró diferentes empresas por separado de manera descentralizada, pero finalmente las unió a través de un holding. Su mayor compañía era la empresa minera de carbón "Gewerkschaft Deutscher Kaiser" localizada en Hamborn (actualmente parte de Duisburgo), que había adquirido en 1891.
Construyó el primer alto horno de 500 toneladas en Alemania, el primer horno Martin de 100 toneladas y la primera fábrica de tubos de hierro de gran diámetro. Junto con Hugo Stinnes, Thyssen fue cofundador de RWE (que con el paso del tiempo ha llegado a ser la segunda empresa distribuidora de energía eléctrica de Alemania). 
El 3 de diciembre de 1872, se casó en Mülheim an der Ruhr con Hedwig Pelzer (1854-1940), hija de Johann-Heinrich Pelzer y de su esposa Hedwig Troost. Se divorciaron en 1885. Los cuatro hijos del matrimonio fueron Fritz, August, Heinrich y Hedwig. Para evitar la posibilidad de que su divorcio llevara a un reparto de su imperio industrial, Thyssen transfirió la propiedad a sus hijos, pero retuvo los derechos de administración de por vida. 
El conglomerado Thyssen se convirtió en el núcleo de la Vereinigte Stahlwerke AG, el cartel minero y siderúrgico más grande del mundo antes de la Segunda Guerra Mundial. Thyssen fue refundada en 1953 y se unió a KruppHoesch para convertirse en ThyssenKrupp AG en 1997. 
Thyssen compró a principios del siglo XX la mayor parte de los terrenos de Beeckerwerth (antiguamente, una isla fluvial situada entre el curso del río Rhin y sus afluentes junto a Duisburgo), incluido el castillo de Haus Knipp.
Comenzó a adquirir una colección de obras de arte, incluidas seis piezas de su amigo el escultor Auguste Rodin.
La empresa de Thyssen era un grupo integrado verticalmente, que controlaba todos los aspectos del proceso de fabricación de acero. Poseía su propia flota de barcos, una red de muelles y un ferrocarril. Aunque era uno de los hombres más ricos de Alemania, hasta el día de su muerte su espíritu se reflejaba en la frase "Si descanso, me oxido", que figura en el escudo de la familia. Vivió una vida sencilla; dirigía su imperio desde una modesta oficina en Mülheim, conducía un coche viejo, vestía sencillos trajes pasados de moda y era conocido por beber y comer con sus trabajadores. También fue un ardiente republicano. 
En el invierno de 1916-1917 (durante la Primera Guerra Mundial) August Thyssen se hospedó en un balneario en Suiza, donde permaneció aislado voluntariamente. Corrió el rumor de que estaba descontento de cómo se estaba conduciendo la guerra desde Alemania. Al poco tiempo, circuló un panfleto sobre este asunto en varios países neutrales, y unas semanas después en Inglaterra y en los Estados Unidos. Fue considerado uno de los documentos que causó mayor sensación durante la guerra.
El panfleto contenía terribles acusaciones contra el Káiser y el gobierno alemán, que se remontaban a 1912, cuando Guillermo II presentó los planes de guerra del Estado Mayor a una parte de las grandes empresas alemanas, pidiendo apoyo financiero y económico para la guerra a cambio de oportunidades de expansión después del conflicto. Se suponía que la guerra no duraría más de un año, y posteriormente el Estado Mayor siguió pidiendo más dinero a medida que pasaba el tiempo y la guerra no había terminado, y nunca pudo hacer efectiva la expansión prometida.
Se le pidió a Thyssen que contribuyera con 100.000 dólares en uno de los préstamos, pero se negó. A su vez, sus contratos con el estado fueron cancelados y su empresa quedó bajo control estatal. Regresó a Alemania en 1917 y nunca hizo una declaración sobre la autenticidad del contenido del panfleto. Continuó llevando una vida aislada en su castillo de Landsberg, y la administración del grupo empresarial pronto pasó a manos de su hijo Fritz. El negocio sobrevivió al colapso de 1918 y a los desórdenes revolucionarios que siguieron.
El periodista alemán naturalizado estadounidense Heinz Pol (1901-1972), escribió en 1943 que: "La Casa Thyssen ha servido a todos los amos que prometieron conquistar el mundo y compartir el botín con los Thyssen. Ambos Thyssen, tanto el padre [Arthur] como el hijo [Fritz], eran pan-alemanes y nazis que promovieron y financiaron los planes de conquista mundial porque buscaban extender su propio negocio. Mucho antes del estallido de la Primera Guerra Mundial, August Thyssen fue el causante de la crisis marroquí de 1904-1905, que casi condujo a un ataque alemán contra Francia. Thyssen había planeado conceder un préstamo al sultán de Marruecos a cambio del derecho a explotar las minas de hierro marroquíes. Esta era la mejor oportunidad, declaró, para ajustar cuentas con Francia en los campos de batalla. El gobierno de Berlín compartió estos puntos de vista, pero se retiró apresuradamente al enterarse de que Inglaterra apoyaría a Francia".
Thyssen murió en 1926 de neumonía a raíz de las complicaciones derivadas de una cirugía ocular.

## Hijos
Sus hijos fueron: 
- Friedrich "Fritz" Thyssen (1873-1951), industrial
- August Thyssen (Mülheim an der Ruhr, 25 de septiembre de 1874 - Múnich, 13 de junio de 1943), nunca se casó y no tuvo hijos
- Heinrich Freiherr Thyssen-Bornemisza de Kászon et Impérfalva (1875-1947), industrial y coleccionista de arte
- Hedwig Thyssen (Mülheim an der Ruhr, 19 de diciembre de 1878 - Kreuzlingen, Thurgau, 31 de julio de 1950), se casó por primera vez en Mülheim an der Ruhr el 28 de agosto de 1899 con Ferdinand Freiherr von Neufforge (Aquisgrán, 30 de agosto de 1869 - Davos, 7 de septiembre de 1942). De ellos desciende el político argentino Augusto von Neufforge.[14] Se divorciaron en 1908. Se casó en segundas nupcias en Londres el 9 de febrero de 1908 con Maximilian (Max) Freiherr von Berg (Steierdorf, Krassó-Szörény vm, 1 de mayo de 1859 - Neu-Friedenheim, 25 de marzo de 1924); quien había tenido un hijo natural que pasó a utilizar el apellido de casada de su madre: 
  - Joseph Thyssen

## Lecturas relacionadas
- Manfred Rasch, Gerald D. Feldman (Hrsg. ): August Thyssen y Hugo Stinnes. Ein Briefwechsel 1898-1922, München (CHBeck) 2003 - ISBN 3-406-49637-7